# SCh-36
 (mai 2022).
La mise en forme du texte ne suit pas les recommandations de Wikipédia : il faut le « wikifier ».
Les points d'amélioration suivants sont les cas les plus fréquents. Le détail des points à revoir est peut-être précisé sur la page de discussion.
- Les titres sont pré-formatés par le logiciel. Ils ne sont ni en capitales, ni en gras.
- Le texte ne doit pas être écrit en capitales (les noms de famille non plus), ni en gras, ni en italique, ni en « petit »…
- Le gras n'est utilisé que pour surligner le titre de l'article dans l'introduction, une seule fois.
- L'italique est rarement utilisé : mots en langue étrangère, titres d'œuvres, noms de bateaux, etc.
- Les citations ne sont pas en italique mais en corps de texte normal. Elles sont entourées par des guillemets français : « et ».
- Les listes à puces sont à éviter, des paragraphes rédigés étant largement préférés. Les tableaux sont à réserver à la présentation de données structurées (résultats, etc.).
- Les appels de note de bas de page (petits chiffres en exposant, introduits par l'outil «  Source ») sont à placer entre la fin de phrase et le point final[comme ça].
- Les liens internes (vers d'autres articles de Wikipédia) sont à choisir avec parcimonie. Créez des liens vers des articles approfondissant le sujet. Les termes génériques sans rapport avec le sujet sont à éviter, ainsi que les répétitions de liens vers un même terme.
- Les liens externes sont à placer uniquement dans une section « Liens externes », à la fin de l'article. Ces liens sont à choisir avec parcimonie suivant les règles définies. Si un lien sert de source à l'article, son insertion dans le texte est à faire par les notes de bas de page.
- La présentation des références doit suivre les conventions bibliographiques. Il est recommandé d'utiliser les modèles {{Ouvrage}}, {{Chapitre}}, {{Article}}, {{Lien web}} et/ou {{Bibliographie}}. Le mode d'édition visuel peut mettre en forme automatiquement les références.
- Insérer une infobox (cadre d'informations à droite) n'est pas obligatoire pour parachever la mise en page.

Pour une aide détaillée, merci de consulter Aide:Wikification.
Si vous pensez que ces points ont été résolus, vous pouvez retirer ce bandeau et améliorer la mise en forme d'un autre article.
 (mai 2022).

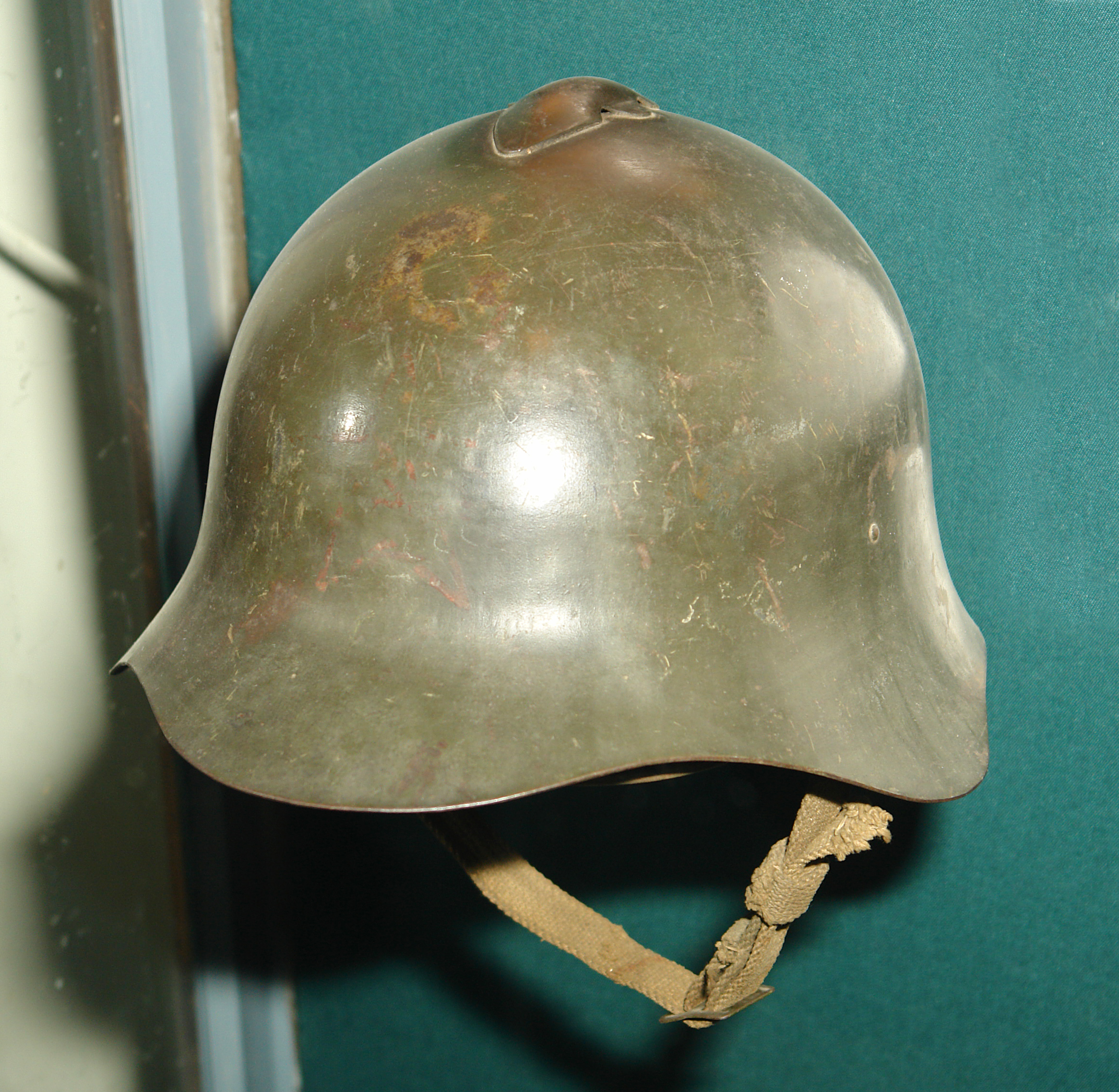
SCh-36 vu en détail.

Le SCh-36 (russe : СШ-36, de стальной шлем, stal'noï chlem, litt.) était un casque de combat en acier développé et utilisé par l'Armée rouge. Il a été conçu par Aleksandr A. Chvartz et a commencé sa production en 1936. Son large rebord avant et ses larges évasements au niveau des oreilles offraient une bonne protection au porteur. Le M35 allemand, introduit un an avant le SCh-36 russe, a servi de modèle pour le développement du SCh-36. Le SCh-36 était également équipé d'un crête sur le dessus, ce qui permettait la ventilation. Il y avait aussi des affirmations apocryphes selon lesquelles le crête était conçu pour dévier les coups de sabre[réf. nécessaire].
Les premiers SCh-36 étaient fabriqués avec des doublures en cuir fragiles. En raison du manque de fiabilité de ces premiers modèles contenant des doublures en cuir, des variantes ultérieures ont été introduites avec des doublures en tissu[réf. nécessaire]. Des problèmes similaires ont également été rencontrés avec les premières jugulaires en cuir, de sorte que les jugulaires en cuir ont également été supprimées au profit des modèles en tissu. Tout au long de leur production, quatre tailles ont été produites : petite, moyenne, grande et très grande[réf. nécessaire].
Le SCh-36 a été porté par des soldats soviétiques dans plusieurs campagnes de la fin des années 1930 et début des années 1940, y compris la campagne de Khalkin Gol contre les Japonais en 1939 (lui donnant le surnom de "Khalkingolka"),[source insuffisante] la guerre d'Hiver finlandaise de 1939-1940, l'invasion de la Pologne en 1939, les invasions des États baltes et de la Bessarabie en 1940 et la Seconde Guerre mondiale, ou comme on l'appelle en Russie, la Grande Guerre Patriotique. Il a également été distribué aux soldats républicains de la Guerre Civile Espagnole en conjonction avec le soutien soviétique du gouvernement espagnol[réf. nécessaire].
La production du SCh-36 a pris fin en 1941, et aujourd'hui, c'est un objet rare et cher pour ses collectionneurs[réf. nécessaire].